# Nati nel 1981/Ottobre
| Questa pagina contiene informazioni ricavate automaticamente dalle voci biografiche con l'ausilio del template Bio e di un bot. L'aggiornamento è periodico e automatico e ricostruisce completamente la pagina. Se manca una persona in questa lista, sei pregato di non aggiungerla, ma accertati piuttosto che la sua voce biografica contenga il template Bio e che i dati anagrafici siano correttamente compilati. Se il template Bio manca, inseriscilo tu stesso o, in alternativa, metti l'avviso {{tmp\|Bio}} che ne segnala la mancanza. Se i dati riportati sono sbagliati, correggi direttamente la voce biografica; le modifiche saranno visibili in questa lista entro pochi giorni. Per chiarimenti vedi il progetto biografie. La lista contiene solo le 409 persone che sono citate nell'enciclopedia e per le quali è stato implementato correttamente il template Bio. Pagina aggiornata al 10 ago 2025. |

- 1º ottobre - Rəşad Abdullayev, ex calciatore azero
- 1º ottobre - Samantha Casella, regista, attrice e sceneggiatrice italiana
- 1º ottobre - Phil Dowson, dirigente sportivo, allenatore di rugby a 15 e rugbista a 15 inglese
- 1º ottobre - Júlio Baptista, allenatore di calcio e ex calciatore brasiliano
- 1º ottobre - Francesca Mannocchi, giornalista e scrittrice italiana
- 1º ottobre - Roxane Mesquida, attrice e modella francese
- 1º ottobre - Mirsad Mijadinoski, ex calciatore macedone
- 1º ottobre - Gaby Mudingayi, ex calciatore belga
- 1º ottobre - Cindy Nell, modella e conduttrice televisiva sudafricana
- 1º ottobre - Johnny Oduya, hockeista su ghiaccio svedese
- 1º ottobre - Peter Phok, produttore cinematografico statunitense
- 1º ottobre - Belinda Snell, ex cestista australiana
- 1º ottobre - Mike Wilkinson, ex cestista statunitense
- 1º ottobre - David Yelldell, ex calciatore statunitense
- 1º ottobre - Satoshi Ōtomo, ex calciatore giapponese
- 2 ottobre - Jared Angle, ex ballerino statunitense
- 2 ottobre - Angelo Antonazzo, dirigente sportivo e ex calciatore italiano
- 2 ottobre - Matteo Branciamore, attore e cantante italiano
- 2 ottobre - James Cerretani, tennista e allenatore di tennis statunitense
- 2 ottobre - Vincent Debaty, rugbista a 15 belga
- 2 ottobre - Erwin Dudley, ex cestista statunitense
- 2 ottobre - Matt Freije, ex cestista statunitense
- 2 ottobre - Riad Garcia, pallavolista brasiliano
- 2 ottobre - Santi Kolk, ex calciatore olandese
- 2 ottobre - Trace Lysette, attrice statunitense
- 2 ottobre - Federica Manzon, scrittrice italiana
- 2 ottobre - Romain Rocchi, ex calciatore francese
- 2 ottobre - Sidney Samson, disc jockey olandese
- 2 ottobre - Aggelos Tsamīs, ex cestista greco
- 2 ottobre - Laurence Van Malderen, ex cestista belga
- 2 ottobre - Abdoulaye Wagne, mezzofondista senegalese
- 2 ottobre - Luke Wilkshire, allenatore di calcio e ex calciatore australiano
- 3 ottobre - Sylwia Bogacka, tiratrice a segno polacca
- 3 ottobre - Christos Charalampous, ex calciatore cipriota
- 3 ottobre - Danny Coid, ex calciatore inglese
- 3 ottobre - Seth Gabel, attore statunitense
- 3 ottobre - Sunnie Huang, cantante, attrice e conduttrice televisiva taiwanese
- 3 ottobre - Zlatan Ibrahimović, dirigente sportivo e ex calciatore svedese
- 3 ottobre - Andreas Isaksson, ex calciatore svedese
- 3 ottobre - Giselle Itié, attrice brasiliana
- 3 ottobre - Jonna Lee, cantautrice, musicista e produttrice discografica svedese
- 3 ottobre - Anna Omarova, pesista russa
- 3 ottobre - Orlando Ortega, cestista panamense
- 3 ottobre - Eutychia Pappa-Papavasilopoulou, tuffatrice greca
- 3 ottobre - Ronald Rauhe, canoista tedesco
- 3 ottobre - Dzjanis Saščėka, ex calciatore bielorusso
- 3 ottobre - Leïla Slimani, scrittrice e giornalista francese
- 3 ottobre - Matt Sparrow, ex calciatore inglese
- 3 ottobre - Vera Vitali, attrice svedese
- 3 ottobre - Christopher Walker, ex cestista giamaicano
- 3 ottobre - Amanda Walsh, attrice canadese
- 3 ottobre - Yuhao Zhan, musicista, cantante e attore taiwanese
- 4 ottobre - Alan John Bennett, ex calciatore irlandese
- 4 ottobre - Noel Felix, ex cestista statunitense
- 4 ottobre - Iván Márquez, pallavolista venezuelano
- 4 ottobre - Lionel Mathis, ex calciatore francese
- 4 ottobre - Sarah Siegelaar, canottiera olandese
- 4 ottobre - Justin Williams, hockeista su ghiaccio canadese
- 5 ottobre - Matthias Beck, ex calciatore liechtensteinese
- 5 ottobre - Breakbot, disc jockey e produttore discografico francese
- 5 ottobre - Roberta D'Adda, ex calciatrice italiana
- 5 ottobre - Isaiah Ekejiuba, giocatore di football americano statunitense
- 5 ottobre - Enrico Fabris, allenatore di pattinaggio e ex pattinatore italiano
- 5 ottobre - Petra Gläser, ex cestista tedesca
- 5 ottobre - Yannick Kamanan, ex calciatore francese
- 5 ottobre - Martin Kariya, hockeista su ghiaccio canadese
- 5 ottobre - Sandro Klić, ex calciatore croato
- 5 ottobre - Virginia Kull, attrice statunitense
- 5 ottobre - Kwak Hee-ju, allenatore di calcio e ex calciatore sudcoreano
- 5 ottobre - Nir Lavi, modello israeliano
- 5 ottobre - Joel Lindpere, dirigente sportivo e ex calciatore estone
- 5 ottobre - Tommy Lycén, ex calciatore svedese
- 5 ottobre - Andy Nägelein, ex calciatore hongkonghese
- 5 ottobre - Alper Ulusoy, arbitro di calcio turco
- 5 ottobre - Julio Velázquez, allenatore di calcio spagnolo
- 6 ottobre - Lutz Altepost, canoista tedesco
- 6 ottobre - Graham Barrett, ex calciatore irlandese
- 6 ottobre - Jenni Benningfield, ex cestista, allenatrice di pallacanestro e dirigente sportiva statunitense
- 6 ottobre - Mikael Dorsin, dirigente sportivo e ex calciatore svedese
- 6 ottobre - Andranik Hakobyan, pugile armeno
- 6 ottobre - Chiharu Ichō, lottatrice giapponese
- 6 ottobre - Zurab Khizanishvili, ex calciatore georgiano
- 6 ottobre - Pedro Neves, ex calciatore portoghese
- 6 ottobre - José Perlaza, ex calciatore ecuadoriano
- 6 ottobre - Udomporn Polsak, ex sollevatrice thailandese
- 6 ottobre - Takehito Shigehara, ex calciatore giapponese
- 6 ottobre - Fernando Telechea, ex calciatore argentino
- 7 ottobre - Mattias Andersson, allenatore di calcio e ex calciatore svedese
- 7 ottobre - Issa Ba, ex calciatore senegalese
- 7 ottobre - Bat-Ochiryn Ser-Od, maratoneta e mezzofondista mongolo
- 7 ottobre - Emanuele Bindi, ex ciclista su strada italiano
- 7 ottobre - Ryan Boschetti, ex giocatore di football americano statunitense
- 7 ottobre - Desmon Farmer, ex cestista statunitense
- 7 ottobre - Cahit Gök, attore turco
- 7 ottobre - Jelena Jensen, attrice pornografica statunitense
- 7 ottobre - Anna Kasyan, soprano armeno
- 7 ottobre - Dan Ketchum, ex nuotatore statunitense
- 7 ottobre - Geoffrey Mutai, maratoneta e mezzofondista keniota
- 7 ottobre - Éder Richartz, ex calciatore brasiliano
- 8 ottobre - Anja Boche, attrice tedesca
- 8 ottobre - Brian Chase, ex cestista statunitense
- 8 ottobre - Jenova Chen, informatico cinese
- 8 ottobre - Sten Ove Eike, calciatore norvegese
- 8 ottobre - Katrin Garfoot, ex ciclista su strada australiana
- 8 ottobre - Juan Carlos Infante, ex giocatore di baseball venezuelano
- 8 ottobre - Chris Killen, ex calciatore neozelandese
- 8 ottobre - Vladimir Kisenkov, ex calciatore russo
- 8 ottobre - Rodrigo Miranda, sciatore nautico cileno
- 8 ottobre - Matteo Morandi, ginnasta italiano
- 8 ottobre - Reque Newsome, cestista statunitense
- 8 ottobre - Mike Rome, wrestler statunitense
- 8 ottobre - Ruby, modella, cantante e attrice egiziana
- 8 ottobre - Dmitrij Safronov, maratoneta russo
- 8 ottobre - Zhao Ruirui, ex pallavolista cinese
- 8 ottobre - Davide Zoboli, ex calciatore italiano
- 9 ottobre - Alan Blayney, ex calciatore nordirlandese
- 9 ottobre - Zachery Ty Bryan, attore statunitense
- 9 ottobre - Tamer Burjaq, attore e stuntman giordano
- 9 ottobre - Rupert Friend, attore britannico
- 9 ottobre - Gaël Givet, ex calciatore francese
- 9 ottobre - Tad Hilgenbrink, attore statunitense
- 9 ottobre - Louis Lancaster, allenatore di calcio e ex calciatore inglese
- 9 ottobre - Raúl Leguías, ex calciatore panamense
- 9 ottobre - Liu Di, scrittrice cinese
- 9 ottobre - Ryōichi Maeda, allenatore di calcio e ex calciatore giapponese
- 9 ottobre - Darius Miles, ex cestista statunitense
- 9 ottobre - Rafał Murawski, ex calciatore polacco
- 9 ottobre - José João Pereira, calciatore est-timorese
- 9 ottobre - Daniel Puder, imprenditore, ex wrestler e ex artista marziale misto statunitense
- 9 ottobre - Andrezinho, ex calciatore brasiliano
- 9 ottobre - Urška Žolnir, judoka slovena
- 10 ottobre - Tony Alegbe, ex calciatore nigeriano
- 10 ottobre - Matteo Andreini, ex calciatore sammarinese
- 10 ottobre - Nicole Barnhart, ex calciatrice statunitense
- 10 ottobre - Fernando Agostinho da Costa, ex calciatore angolano
- 10 ottobre - Jimmy Dixon, ex calciatore liberiano
- 10 ottobre - Anwar Ferguson, ex cestista bahamense
- 10 ottobre - Lorenza Ghinelli, scrittrice e sceneggiatrice italiana
- 10 ottobre - Una Healy, cantante irlandese
- 10 ottobre - Crystal Klein, ex attrice pornografica austriaca
- 10 ottobre - Riga Mustapha, ex calciatore ghanese
- 10 ottobre - Daisuke Nasu, ex calciatore giapponese
- 10 ottobre - Willis Ochieng, ex calciatore keniota
- 10 ottobre - Michael Oliver, attore statunitense
- 10 ottobre - Beth Rowley, cantautrice britannica
- 11 ottobre - Mehmet Eren Boyraz, ex calciatore turco
- 11 ottobre - Francis Carmont, artista marziale misto francese
- 11 ottobre - Silvia Covolo, ex politica italiana
- 11 ottobre - Elizabeth Meriwether, sceneggiatrice e produttrice televisiva statunitense
- 11 ottobre - Tiassé Koné, ex calciatore ivoriano
- 11 ottobre - Ayad Lamdassem, mezzofondista e maratoneta marocchino
- 11 ottobre - Sam Ricketts, allenatore di calcio e ex calciatore inglese
- 11 ottobre - Arturo Ruas, wrestler brasiliano
- 11 ottobre - Davide Succi, allenatore di calcio e ex calciatore italiano
- 12 ottobre - Engin Akyürek, attore turco
- 12 ottobre - Jonathan Babineaux, ex giocatore di football americano statunitense
- 12 ottobre - Gary Botha, ex rugbista a 15 e allenatore di rugby a 15 sudafricano
- 12 ottobre - D'or Fischer, ex cestista statunitense
- 12 ottobre - Andrea Ghiacci, ex cestista italiano
- 12 ottobre - Paul Givan, politico britannico
- 12 ottobre - Tom Guiry, attore statunitense
- 12 ottobre - Marcel Hossa, hockeista su ghiaccio slovacco
- 12 ottobre - Szymon Kołecki, sollevatore polacco
- 12 ottobre - Jack Martínez, ex cestista dominicano
- 12 ottobre - Anastasija Oberstolz-Antonova, ex slittinista russa
- 12 ottobre - Luciano Orquera, allenatore di rugby a 15 e ex rugbista a 15 argentino
- 12 ottobre - Winston Parks, ex calciatore costaricano
- 12 ottobre - Indriði Sigurðsson, ex calciatore islandese
- 12 ottobre - Brian J. Smith, attore statunitense
- 12 ottobre - Conrad Smith, ex rugbista a 15 e allenatore di rugby a 15 neozelandese
- 12 ottobre - Sun Tiantian, ex tennista cinese
- 12 ottobre - NoViolet Bulawayo, scrittrice zimbabwese
- 13 ottobre - João Henrique de Andrade Amaral, ex calciatore brasiliano
- 13 ottobre - Yahya Berrabah, lunghista marocchino
- 13 ottobre - Marcel Duft, ex giocatore di football americano tedesco
- 13 ottobre - Mira Eklund, attrice, cantante e compositrice svedese
- 13 ottobre - Jared Emerson-Johnson, compositore statunitense
- 13 ottobre - Ángel Figueroa, ex cestista portoricano
- 13 ottobre - Stephen Hoiles, rugbista a 15 australiano
- 13 ottobre - Vytautas Janušaitis, nuotatore lituano
- 13 ottobre - Patrik Křap, calciatore ceco
- 13 ottobre - Dimitrios Mougios, canottiere greco
- 13 ottobre - Kele Okereke, cantante e musicista britannico
- 13 ottobre - Taccjana Pjatrėnja, ginnasta bielorussa
- 13 ottobre - Krešimir Režić, allenatore di calcio croato
- 13 ottobre - Zora Škrabalová, ex cestista ceca
- 14 ottobre - Ruslan Alechna, cantante bielorusso
- 14 ottobre - Jordan Brower, attore statunitense
- 14 ottobre - Roy Chiu, cantante e attore taiwanese
- 14 ottobre - Michail Elgin, tennista russo
- 14 ottobre - Federica Piovano, golfista italiana
- 14 ottobre - Carolina Ruiz, allenatrice di sci alpino e ex sciatrice alpina spagnola
- 15 ottobre - Mohamed Shawky, allenatore di calcio e ex calciatore egiziano
- 15 ottobre - Jarah Al-Ataiqi, ex calciatore kuwaitiano
- 15 ottobre - Hashim Saleh Al-Balushi, calciatore omanita
- 15 ottobre - Francesco Benussi, allenatore di calcio e ex calciatore italiano
- 15 ottobre - Mia Brogaard, ex calciatrice danese
- 15 ottobre - Babacar Camara, ex cestista senegalese
- 15 ottobre - Keyshia Cole, cantante statunitense
- 15 ottobre - Rafael Cretaro, calciatore irlandese
- 15 ottobre - Danwel Demas, ex rugbista a 15 e ex rugbista a 7 sudafricano
- 15 ottobre - Elena Dement'eva, allenatrice di tennis e ex tennista russa
- 15 ottobre - Léa Fehner, regista francese
- 15 ottobre - Charles Gaines, ex cestista statunitense
- 15 ottobre - Gregor Gazvoda, dirigente sportivo e ex ciclista su strada sloveno
- 15 ottobre - Guo Jingjing, ex tuffatrice cinese
- 15 ottobre - Markku Koski, ex snowboarder finlandese
- 15 ottobre - Mike Lewis, canottiere canadese
- 15 ottobre - Ryan Liddie, calciatore anguillano
- 15 ottobre - Kelvin Liddie, calciatore anguillano
- 15 ottobre - Ryan Lilja, ex giocatore di football americano statunitense
- 15 ottobre - Brandon Jay McLaren, attore canadese
- 15 ottobre - Christina Santiago, modella e attrice statunitense
- 15 ottobre - Anthony Terrell, ex cestista statunitense
- 15 ottobre - Ñengo Flow, cantante e rapper portoricano
- 15 ottobre - Yu Tao, calciatore cinese
- 15 ottobre - Radoslav Židek, snowboarder slovacco
- 16 ottobre - Camilla Arfwedson, attrice britannica
- 16 ottobre - Moussa Badiane, ex cestista francese
- 16 ottobre - Rafaël Carballo, ex rugbista a 15 argentino
- 16 ottobre - Ciço, ex giocatore di calcio a 5 brasiliano
- 16 ottobre - Emanuel De Porras, ex calciatore argentino
- 16 ottobre - Frankie Edgar, artista marziale misto statunitense
- 16 ottobre - Māris Eltermanis, calciatore lettone
- 16 ottobre - Liam Garrigan, attore e drammaturgo britannico
- 16 ottobre - Mario Ghersetti, cestista argentino
- 16 ottobre - Alan Gordon, ex calciatore statunitense
- 16 ottobre - Brea Grant, attrice statunitense
- 16 ottobre - Giuliano Maresca, allenatore di pallacanestro e ex cestista italiano
- 16 ottobre - Engin Mitre, ex calciatore panamense
- 16 ottobre - Scott Montgomery, giocatore di poker canadese
- 16 ottobre - Claudio Musumeci, attore italiano
- 16 ottobre - Marc Parejo, attore e cantante spagnolo
- 16 ottobre - Marc Pingris, ex cestista filippino
- 16 ottobre - Marcelo Sarvas, ex calciatore brasiliano
- 16 ottobre - Caterina Scorsone, attrice canadese
- 16 ottobre - Gregory Sedoc, ostacolista olandese
- 16 ottobre - Reanna Solomon, sollevatrice nauruana († 2022)
- 16 ottobre - Jacquetta Wheeler, supermodella britannica
- 16 ottobre - George Wood, attore, cantante e scrittore britannico
- 17 ottobre - Anya Ayoung-Chee, modella trinidadiana
- 17 ottobre - Gianluca Carlomagno, carabiniere italiano
- 17 ottobre - Tyson Clabo, giocatore di football americano statunitense
- 17 ottobre - Cameron Esposito, attrice statunitense
- 17 ottobre - Steven Gray, ex calciatore irlandese
- 17 ottobre - Jaylee Hodgson, ex calciatore montserratiano
- 17 ottobre - Holly Holm, artista marziale mista, ex pugile e kickboxer statunitense
- 17 ottobre - Chiquito, ballerino dominicano
- 17 ottobre - Timo Ochs, ex calciatore tedesco
- 17 ottobre - Ben Rothwell, artista marziale misto statunitense
- 17 ottobre - Kris Slater, attore pornografico statunitense († 2021)
- 18 ottobre - Shola Ameobi, dirigente sportivo e ex calciatore nigeriano
- 18 ottobre - Martin Mihajlović, ex cestista e allenatore di pallacanestro croato
- 18 ottobre - Graham Moore, sceneggiatore e scrittore statunitense
- 18 ottobre - Joel Rocha, allenatore di calcio a 5 portoghese
- 18 ottobre - Sophie Wepper, attrice tedesca
- 18 ottobre - Yegiya Yavruyan, ex calciatore armeno
- 19 ottobre - Christian Bautista, cantante e attore filippino
- 19 ottobre - Gabrielle Dennis, attrice e comica statunitense
- 19 ottobre - Kate Hornsey, ex canottiera australiana
- 19 ottobre - Heikki Kovalainen, pilota automobilistico finlandese
- 19 ottobre - Antonio Molinini, compositore, polistrumentista e arrangiatore italiano († 2021)
- 19 ottobre - Iván Navarro, ex tennista spagnolo
- 19 ottobre - Annamaria Quaranta, ex pallavolista italiana
- 19 ottobre - Jonathan Santana, ex calciatore argentino
- 19 ottobre - Karoline Schuch, attrice tedesca
- 19 ottobre - Lucas Thwala, ex calciatore sudafricano
- 19 ottobre - Federico Viviani, allenatore di calcio e ex calciatore italiano
- 19 ottobre - Lindsey Vuolo, modella statunitense
- 20 ottobre - Alireza Abbasfard, ex calciatore iraniano
- 20 ottobre - Alfonso Di Benedetto, pilota di rally italiano
- 20 ottobre - Elka Graham, ex nuotatrice australiana
- 20 ottobre - Kaori Kobayashi, sassofonista e flautista giapponese
- 20 ottobre - Oļegs Matvejevs, ex giocatore di calcio a 5 e ex calciatore lettone
- 20 ottobre - Willis McGahee, ex giocatore di football americano statunitense
- 20 ottobre - Stefan Nystrand, ex nuotatore svedese
- 20 ottobre - Dīmītrios Papadopoulos, ex calciatore greco
- 20 ottobre - Francisco Rodríguez, ex calciatore messicano
- 20 ottobre - Takumi Wada, ex calciatore giapponese
- 21 ottobre - Carmella Bing, ex attrice pornografica statunitense
- 21 ottobre - Martín Castrogiovanni, ex rugbista a 15 e conduttore televisivo italiano
- 21 ottobre - Kate Gallego, politica statunitense
- 21 ottobre - Kristina Hultdin, allenatrice di sci alpino e ex sciatrice alpina svedese
- 21 ottobre - Katarína Kováčová, pallavolista italiana
- 21 ottobre - Kikas, ex calciatore angolano
- 21 ottobre - Adam Parada, ex cestista messicano
- 21 ottobre - Mel Parsons, cantautrice neozelandese
- 21 ottobre - Roman Rusinov, pilota automobilistico russo
- 21 ottobre - Davit Siradze, ex calciatore georgiano
- 21 ottobre - Antonio Smith, giocatore di football americano statunitense
- 21 ottobre - Nemanja Vidić, ex calciatore serbo
- 21 ottobre - André Weßels, schermidore tedesco
- 22 ottobre - John Boyd, attore statunitense
- 22 ottobre - Lisa D'Amato, modella, artista e personaggio televisivo statunitense
- 22 ottobre - Michael Fishman, attore statunitense
- 22 ottobre - Severija Janušauskaitė, attrice lituana
- 22 ottobre - Olivier Pla, pilota automobilistico francese
- 22 ottobre - Guilherme Weisheimer, ex calciatore brasiliano
- 23 ottobre - Marzia Caravelli, ostacolista e velocista italiana
- 23 ottobre - Leticia Dolera, attrice e regista spagnola
- 23 ottobre - Jiang Lin, arciere cinese
- 23 ottobre - Soni Malaj, cantante albanese
- 23 ottobre - Olivier Occéan, ex calciatore canadese
- 23 ottobre - Elina Valtonen, politica e imprenditrice finlandese
- 23 ottobre - Abiola Wabara, ex cestista italiana
- 23 ottobre - Zhong Weiping, schermitrice cinese
- 23 ottobre - Daniela Alvarado, attrice venezuelana
- 24 ottobre - Younis Al-Mushaifri, calciatore omanita
- 24 ottobre - Kemal Aslan, ex calciatore turco
- 24 ottobre - Hanna Bacjuška, ex sollevatrice bielorussa
- 24 ottobre - Chris Booker, ex cestista statunitense
- 24 ottobre - Sebastián Bueno, ex calciatore argentino
- 24 ottobre - Choi Byung-chul, schermidore sudcoreano
- 24 ottobre - Rolando Escobar, ex calciatore panamense
- 24 ottobre - Drew Gooden, ex cestista statunitense
- 24 ottobre - Jill Kintner, mountain biker e ciclista di BMX statunitense
- 24 ottobre - Fernando Leal, ex calciatore brasiliano
- 24 ottobre - Florian Philippot, politico francese
- 24 ottobre - Omar Quintanilla, giocatore di baseball statunitense
- 24 ottobre - Jemima Rooper, attrice britannica
- 24 ottobre - Valeria Rosso, pallavolista italiana
- 24 ottobre - Antonino Sutera, danzatore italiano
- 24 ottobre - Tila Tequila, personaggio televisivo, cantante e pornostar statunitense
- 25 ottobre - Hiroshi Aoyama, pilota motociclistico giapponese
- 25 ottobre - Chiang Feng-chung, ex cestista taiwanese
- 25 ottobre - Chiara Gioncardi, doppiatrice e attrice teatrale italiana
- 25 ottobre - Hürriyet Gücer, ex calciatore turco
- 25 ottobre - Josh Henderson, attore, cantante e modello statunitense
- 25 ottobre - Cleon John, calciatore trinidadiano
- 25 ottobre - Francesco Martino, attore italiano
- 25 ottobre - Gary Reed, ex mezzofondista canadese
- 25 ottobre - André Roberto Soares da Silva, ex calciatore brasiliano
- 25 ottobre - Éric Tapé, ex cestista ivoriano
- 25 ottobre - Austin Winkler, cantante statunitense
- 25 ottobre - Shaun Wright-Phillips, ex calciatore inglese
- 26 ottobre - Gheorghe Boghiu, ex calciatore moldavo
- 26 ottobre - Ciro Esposito, attore italiano
- 26 ottobre - Girl Talk, disc jockey e musicista statunitense
- 26 ottobre - Braam Immelman, rugbista a 15 sudafricano
- 26 ottobre - Kim Jee-hyuk, ex calciatore sudcoreano
- 26 ottobre - Lorenzo Lanzi, pilota motociclistico italiano
- 26 ottobre - Adam Lockwood, allenatore di calcio e ex calciatore inglese
- 26 ottobre - Rooi Mahamutsa, calciatore sudafricano
- 26 ottobre - Katrin Mattscherodt, ex pattinatrice di velocità su ghiaccio tedesca
- 26 ottobre - Michele Moretti, ex calciatore sammarinese
- 26 ottobre - Carlos Oyarzún, ciclista su strada cileno
- 26 ottobre - Kabba Samura, ex calciatore sierraleonese
- 26 ottobre - Martina Schild, ex sciatrice alpina svizzera
- 26 ottobre - Guy Sebastian, cantante australiano
- 26 ottobre - Zoë Tapper, attrice britannica
- 27 ottobre - Héctor Acuña, ex calciatore uruguaiano
- 27 ottobre - Abubakr Al Abaidy, ex calciatore libico
- 27 ottobre - Salem Al Fakir, cantautore, polistrumentista e compositore svedese
- 27 ottobre - Jenni Dahlman, modella finlandese
- 27 ottobre - Volkan Demirel, allenatore di calcio e ex calciatore turco
- 27 ottobre - Han Hye-jin, attrice sudcoreana
- 27 ottobre - Pete Jacobs, triatleta australiano
- 27 ottobre - Joanna Jarkowska, ex cestista polacca
- 27 ottobre - Sririta Jensen, modella e attrice thailandese
- 27 ottobre - Jiang Lizhang, imprenditore e dirigente sportivo cinese
- 27 ottobre - Khalid Jolit, calciatore sudanese
- 27 ottobre - Peter Patrick Petersen, ex calciatore sudafricano
- 28 ottobre - Milan Baroš, ex calciatore ceco
- 28 ottobre - Naïf Hérin, cantautrice italiana
- 28 ottobre - Tina Huang, attrice statunitense
- 28 ottobre - Nate Jaqua, ex calciatore statunitense
- 28 ottobre - Michael Joiner, ex cestista e allenatore di pallacanestro statunitense
- 28 ottobre - Jan Komasa, regista e sceneggiatore polacco
- 28 ottobre - Pyhimys, rapper finlandese
- 28 ottobre - Nick Montgomery, allenatore di calcio e ex calciatore scozzese
- 28 ottobre - Sean Considine, ex giocatore di football americano statunitense
- 29 ottobre - João Paulo Lopes Batista, ex cestista brasiliano
- 29 ottobre - Amanda Beard, ex nuotatrice e modella statunitense
- 29 ottobre - Daniel Feuerriegel, attore australiano
- 29 ottobre - Giōrgos Fōtakīs, ex calciatore greco
- 29 ottobre - Alhaji Mohammed, ex cestista statunitense
- 29 ottobre - Ruslan Muchametšin, allenatore di calcio e ex calciatore russo
- 29 ottobre - Misleydis Oña, schermitrice cubana
- 29 ottobre - Ruslan Rotan', allenatore di calcio e ex calciatore ucraino
- 29 ottobre - Calum Willock, ex calciatore nevisiano
- 29 ottobre - Arbana Xharra, giornalista kosovara
- 29 ottobre - Lene Alexandra, cantante norvegese
- 30 ottobre - Christopher Backus, attore statunitense
- 30 ottobre - Maurice Bailey, ex cestista statunitense
- 30 ottobre - John Bodden, calciatore honduregno
- 30 ottobre - Nico Christ, tennistavolista tedesco
- 30 ottobre - Chris Clemons, ex giocatore di football americano statunitense
- 30 ottobre - Fiona Dourif, attrice statunitense
- 30 ottobre - Elia Gorini, giornalista sammarinese
- 30 ottobre - Yohan Hautcœur, ex calciatore francese
- 30 ottobre - Jun Ji-hyun, attrice sudcoreana
- 30 ottobre - Muna Lee, velocista statunitense
- 30 ottobre - Steve Peacocke, attore australiano
- 30 ottobre - Rubén Pérez, dirigente sportivo e ex ciclista su strada spagnolo
- 30 ottobre - Eri Sendai, attrice e doppiatrice giapponese
- 30 ottobre - Shaun Sipos, attore canadese
- 30 ottobre - Kendra Smith, wrestler statunitense
- 30 ottobre - Ivanka Trump, imprenditrice, modella e personaggio televisivo statunitense
- 31 ottobre - Gerardo Espinoza, allenatore di calcio e ex calciatore messicano
- 31 ottobre - Steven Hunter, ex cestista statunitense
- 31 ottobre - Frank Iero, chitarrista e cantante statunitense
- 31 ottobre - David Loria, ex calciatore kazako
- 31 ottobre - Mike Napoli, ex giocatore di baseball statunitense
- 31 ottobre - Mauricio Quintanilla, ex calciatore salvadoregno
- 31 ottobre - Selina Ren, cantante e attrice taiwanese
- 31 ottobre - Ronnie Taylor, ex cestista statunitense
- 31 ottobre - Vieux Farka Touré, cantante e chitarrista maliano
- 31 ottobre - Basile de Carvalho, allenatore di calcio e ex calciatore guineense
- 31 ottobre - Dmytro Šurov, cantante, compositore e attivista ucraino